# Парни и непарни бројеви
Сваки цели број је паран или непаран, зависно од његове дељивости са бројем два. При томе су парни они бројеви који су дељиви са два, а непарни сви они који то нису. Да је неки број дељив са два, значи да се може представити у облику:
Број = 2 · (неки цели број)
Док се са двојком недељиви бројеви увек могу представити у облику:
Број = 2 · (неки цели број) + 1
На пример -2 = 2·(-1) + 0, -3 = 2·(-2) + 1, 7 = 2·(3) + 1, 15 = 2·(7) + 1 итд. По овоме се може рећи следеће:
Парни бројеви су: -6,-4,-2,0,2,4,6 ... = 2
Непарни бројеви су: -5,-3,-1,1,3,5,7 ... = 2k+1, где k припада скупу целих бројева

## Аритметичке операције

### Сабирањеиодузимање
- паран ± паран = паран,
јер
- непаран ± паран = паран ± непаран = непаран,
јер
- непаран ± непаран = паран,
јер

### Множење
- паран · паран = паран,
 јер
- паран · непаран = непаран · паран= паран,
 јер
- непаран · непаран = непаран,
јер